# Ben Forster
Benjamin Edward Forster, detto Ben (Sunderland, 24 aprile 1981), è un attore e cantante britannico.

## Biografia
Dopo aver fatto il suo debutto sulle scene londinesi a diciannove anni nel musical La Cava nel 2000, Ben Forster è arrivato al successo nel 2012 quando ha vinto il talent show Superstar, ottenendo così il ruolo principale di Gesù nel tour britannico del musical di Andrew Lloyd Webber Jesus Christ Superstar con Melanie C e Tim Minchin. Dopo Jesus Christ Superstar, Forster si è unito al cast del tour del quarantesimo anniversario del musical The Rocky Horror Show, che è stato poi trasferito al Playhouse Theatre del West End londinese.
Nel 2013 Forster ha recitato nuovamente nel West End, interpretando Agustín Magaldi nel musical Evita al Phoenix Theatre, mentre nel 2015 ha interpretato il protagonista Buddy nel musical The Elf al Dominion Theatre, un ruolo che aveva già interpretato a Plymouth nel 2014 e avrebbe ricoperto nuovamente a Londra nel 2018. Nel 2016 ha interpretato ruolo principale del Fantasma dell'Opera nel musical The Phantom of the Opera all'His Majesty's Theatre.
Forster è dichiaratamente gay.

## Discografia
- 2012 - Acoustic Covers
- 2013 - Acoustic Covers Vols. 2
- 2014 - The Route To Happiness